# Сълзи над Босфора
Сълзи над Босфора (на турски: Elveda Derken, букв. превод: Казвайки Сбогом) e турски драматичен сериал, излязъл на телевизионния екран през 2007 г.

## Излъчване
| Сезон | Епизоди | Начало на сезона | Край на сезона | Всички епизоди | ТВ сезон    | ТВ канал |
| ----- | ------- | ---------------- | -------------- | -------------- | ----------- | -------- |
| 1     | 13      | 21 март 2007     | 20 юни 2007    | 1 – 13         | 2007        | Kanal D  |
| 2     | 38      | 5 септември 2007 | 18 юни 2008    | 14 – 51        | 2007 – 2008 | Kanal D  |

## Излъчване в България
| Сезон | Епизоди | Начало на сезона | Край на сезона | Всички епизоди | ТВ сезон | ТВ канал       |
| ----- | ------- | ---------------- | -------------- | -------------- | -------- | -------------- |
| 1     | 13      | 19 юни 2009      | 7 юли 2009     | 1 – 13         | 2009     | Нова телевизия |
| 2     | 38      | 8 юли 2009       | 28 август 2009 | 14 – 51        | 2009     | Нова телевизия |

## Актьорски състав
- Едже Услу – Лале Багджан Айдън
- Бурджу Кара – Зейнеп
- Гьокхан Тепе – Атеш Юнал
- Синан Сюмер – Еге Айдън
- Тансел Йонгел – Керим
- Айдан Кая – Шейда
- Фатма Каранфил – Улвийе
- Саит Генай – Селчук
- Седа Гювен – Еда Багджан
- Гьокхан Айдънлъ – Берк
- Дерия Дьонмез – Есин Ърмак
- Ъшък Арас – Адиле
- Белиз Инал – Айше
- Ебру Билинген – Ебру
- Мюге Арда – Пънар
- Инджилай Шахин – Шахика
- Джошкун Йозмерич – Хикмет
- Емре Аксой – Баръш
- Едже Бостанджъ – Зейнеп Асу
- Айча Айшин Туран – Едже Айдън
- Чаала Шимшек – Наз Айдън
- Сейфетин Карадайъ – Касъм
- Ердоган Туткун – Д-р Ердоган
- Емре Армаган Йозджан – Сами
- Мустафа Шимшек – Мурат
- Симге Селчук – Туна Четинкая
- Айбен Уз – Сюрея

## В България
В България сериалът започва излъчване на 19 юни 2009 г. по Нова телевизия и завършва на 28 август. Дублажа е на Арс Диджитал Студио. Ролите се озвучават от Елена Русалиева, Татяна Захова, Мариана Жикич, Камен Асенов и Александър Воронов.